# Bunge (Gattung)
Die Pflanzengattung Bunge (Samolus) gehört (seit APG II) zur Unterfamilie Theophrastoideae innerhalb der Familie der Primelgewächse (Primulaceae). Die weltweit 10 bis 15 Arten gedeihen in sämtlichen Klimazonen, wobei ein Schwerpunkt in gemäßigten Klimagebieten sämtlicher Kontinente liegt. Die meisten Arten gibt es im maritimen Klima auf der Südhalbkugel.

## Beschreibung
Diese ein- bis mehrjährigen, krautigen Pflanzen erreichen allesamt nur maximale Wuchshöhen von 50 Zentimetern. Der Stängel ist aufrecht und kann an der Basis leicht verholzen. Alle Arten besitzen gestielte, einfache Laubblätter; sie sind wechselständig und können bei einigen Arten auch eine bodenständige Rosette bilden. Nebenblätter sind nicht vorhanden.

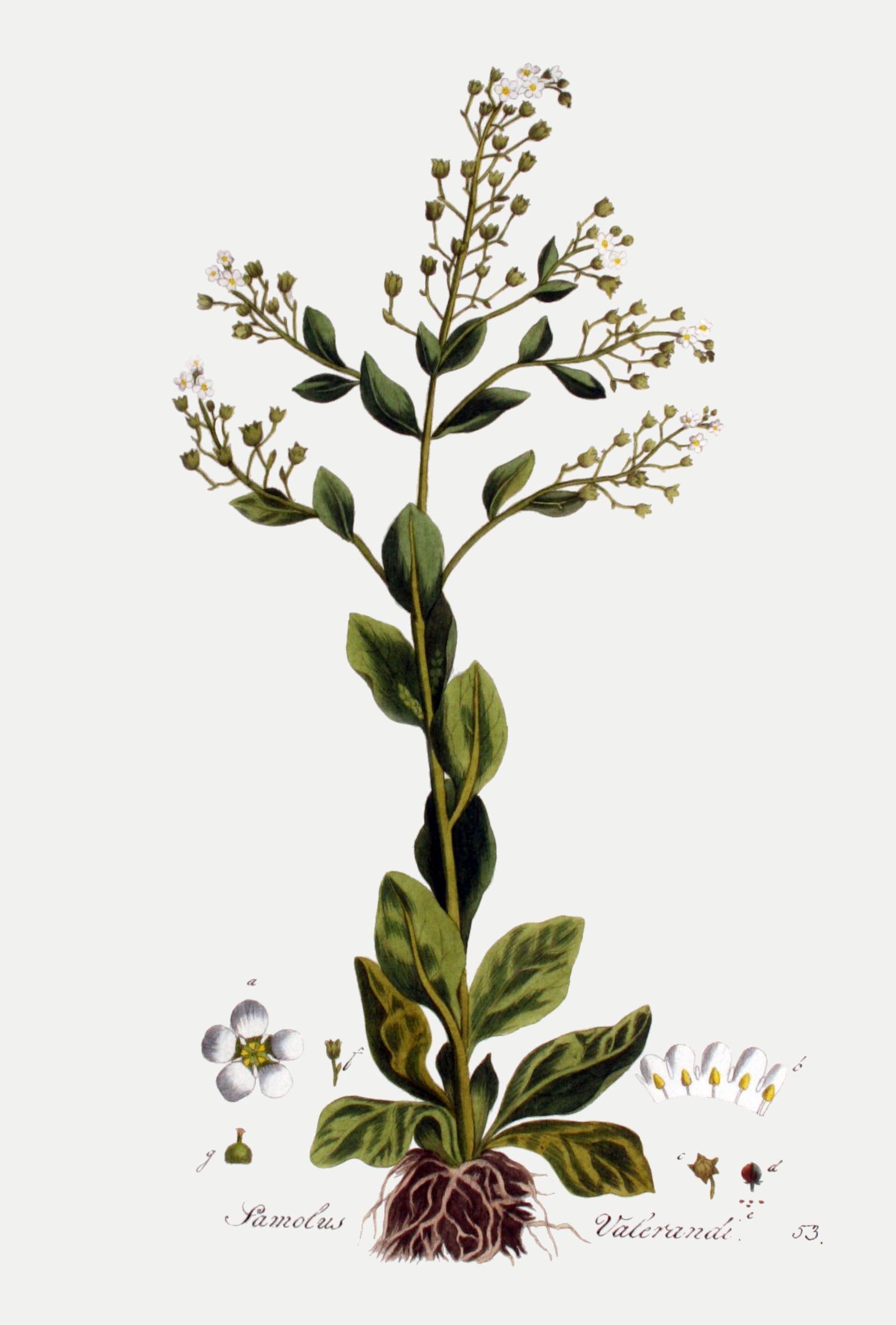
Illustration der Salz-Bunge (Samolus valerandi) aus Flora Batava, Volume 1

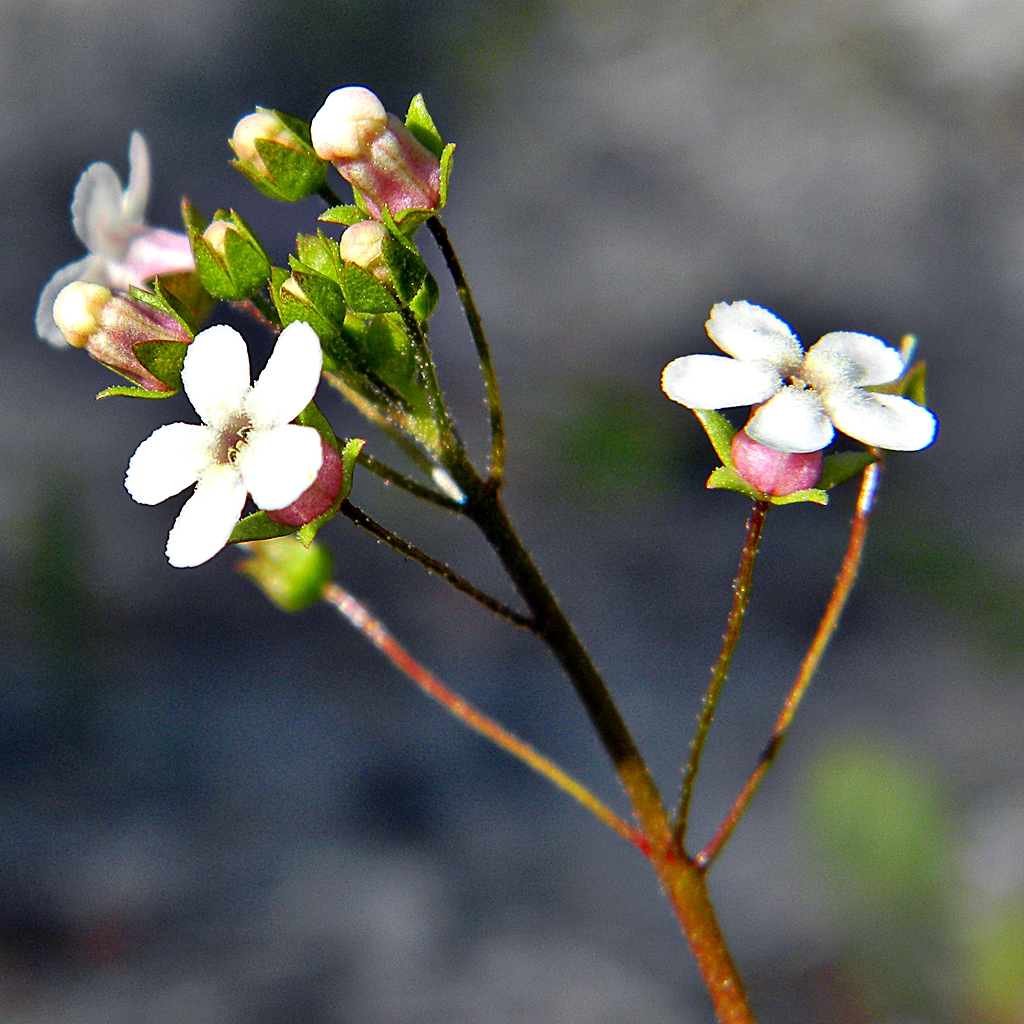
Blütenstand von Samolus ebracteatus

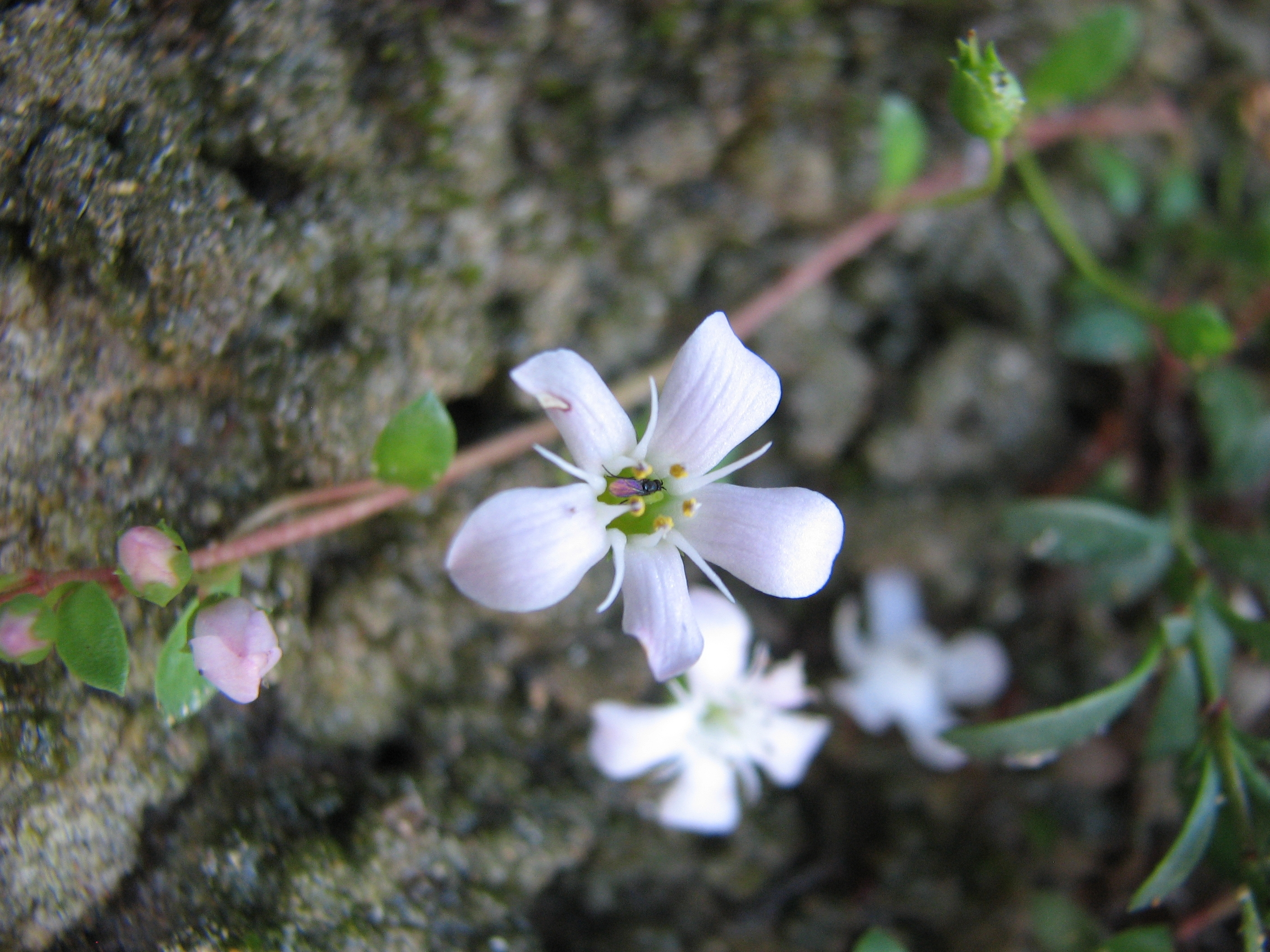
Blüte von Samolus repens

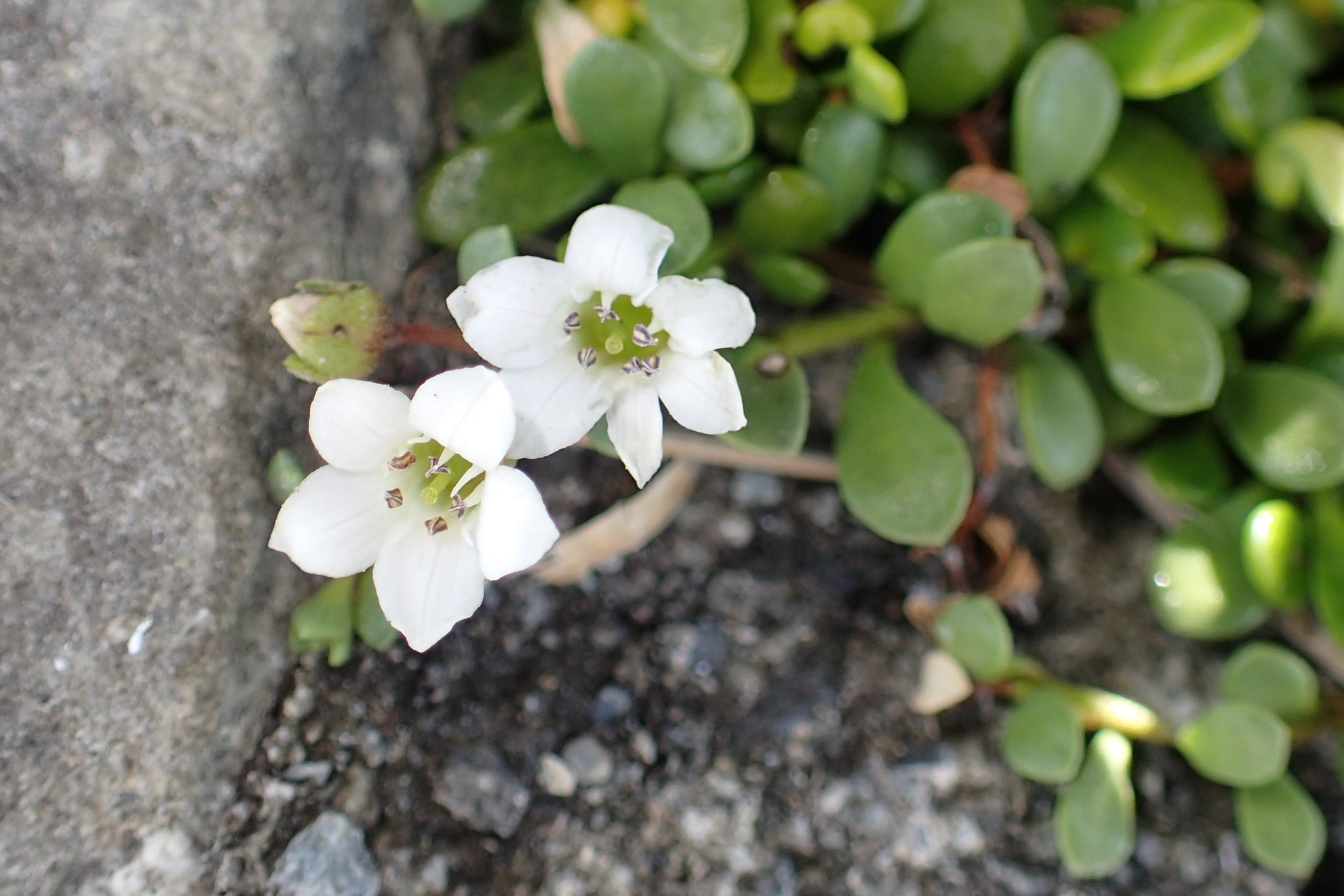
Samolus repens

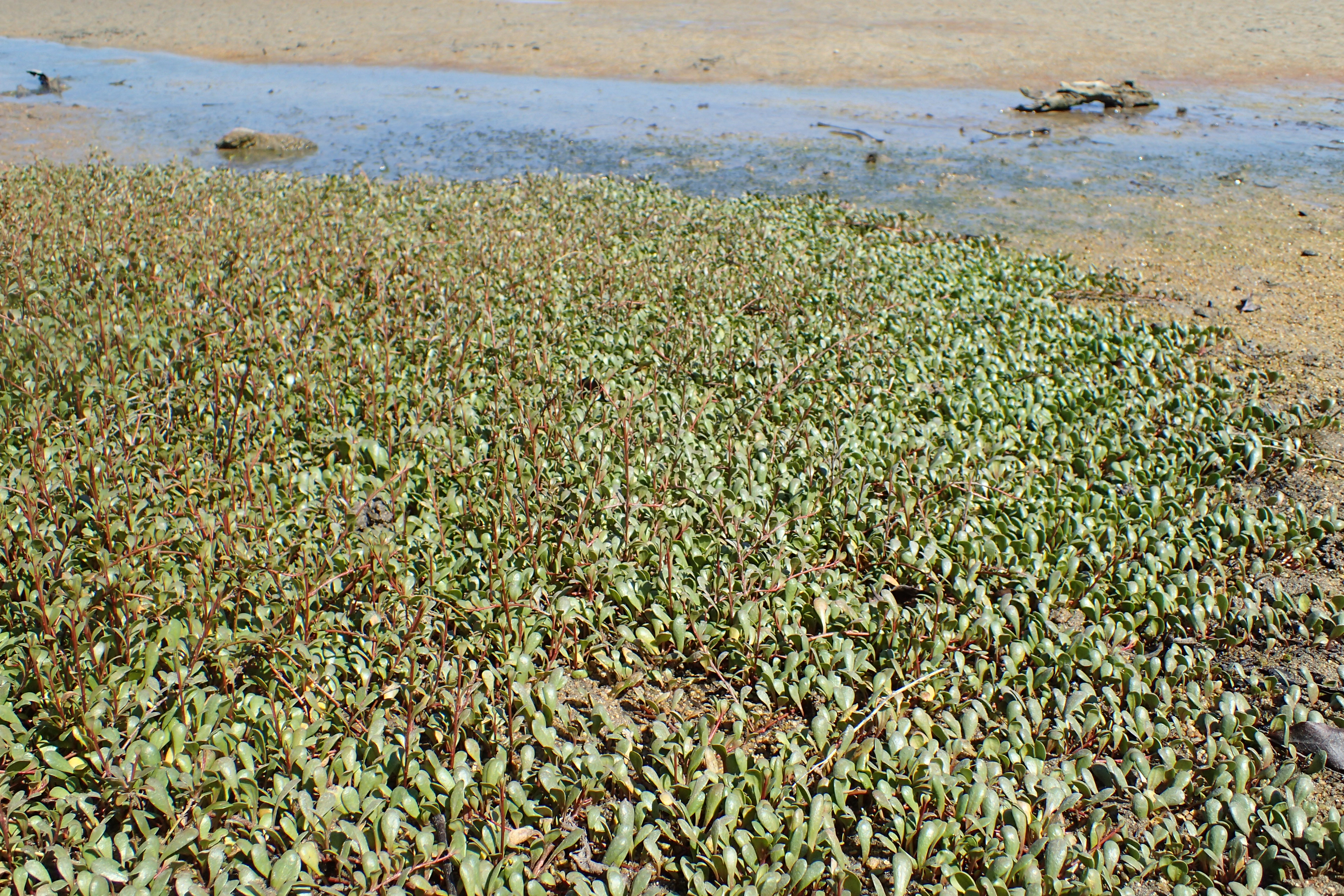
Bestand von Samolus repens in Neuseeland

Die endständigen Blütenstände sind Trauben oder Schirmtrauben (Corymbus). Die radiärsymmetrischen, zwittrigen Blüten sind fünfzählig. Die fünf Kelchblätter sind an der Basis röhrig verwachsen und auch mit dem Fruchtknoten verwachsen. Die fünf Kronblätter sind glockenförmig verwachsen. Die fünf Staubblätter besitzen nur kurze Staubfäden. Im Gegensatz zu anderen Arten der Unterfamilie Theophrastoideae ist der Fruchtknoten bei Samolus halbunterständig. Sie bilden rundliche, fünfklappige Kapselfrüchte.

## Systematik und Verbreitung
Die Gattung Samolus wurde durch Carl von Linné aufgestellt. Der Gattungsname Samolus ist von einem antiken keltischen Namen für Samolus valerandi abgeleitet, den die Druiden verwendeten. Typusart ist Samolus valerandi L. Samolus ist die einzige Gattung der Samoleae und gehört (seit APG II) zur Unterfamilie Theophrastoideae innerhalb der Familie der Primelgewächse (Primulaceae), früher bildete sie eine eigenständige Familie Samolaceae oder Theophrastaceae.
Die weltweit 10 bis 15 Arten gedeihen in sämtlichen Klimazonen, wobei ein Schwerpunkt in gemäßigten Klimagebieten sämtlicher Kontinente liegt. Die meisten Arten gibt es im maritimen Klima auf der Südhalbkugel. In Mitteleuropa und China kommt nur eine Art, die fälschlich auch Bachbunge genannte Salz-Bunge (Samolus valerandi) vor.
Es gibt 10 bis 15 Arten:
- Salz-Bunge (Samolus valerandi L.)[1]: Sie wird auch in der Aquaristik verwendet. Diese am weitesten verbreitete Art hat ein sehr weites Verbreitungsgebiet in Eurasien, Afrika, Australien und in der Neuen Welt.
- Samolus cinerascens Pax & R.Knuth: Sie kommt in Mexiko vor.
- Samolus dichondrifolius Channell: Sie kommt in Mexiko vor.
- Samolus ebracteatus Kunth: Sie ist von den USA bis Mexiko und auf Karibischen Inseln verbreitet.[4]
- Samolus junceus R.Br.: Sie kommt in Australien vor.
- Samolus parviflorus Raf.: Sie ist von Nord- bis Zentralamerika weitverbreitet und kommt auf Karibischen Inseln, in Bolivien sowie in Japan vor.[4]
- Samolus porosus Thunb.: Sie kommt in Südafrika vor.
- Samolus repens Pers.: Sie kommt in Australien und Neuseeland vor.
- Samolus spathulatus Duby: Sie kommt in Südamerika vor.
- Samolus subnudicaulis A.St.-Hil. ex Compt.: Sie kommt in Brasilien vor.
- Samolus vagans Greene: Sie kommt nur im US-Bundesstaat Arizona und im mexikanischen Bundesstaat Durango vor.[4]